# Schron nad Lejową
Schron nad Lejową (Dziura z Blokiem) – jaskinia, a właściwie schronisko, w Dolinie Lejowej w Tatrach Zachodnich. Ma dwa otwory wejściowe położone w północnym zboczu Kominiarskiego Wierchu, w pobliżu Jaskini Skośnej, na wysokościach 1742 i 1745 m n.p.m. Długość jaskini wynosi 14 metrów, a jej deniwelacja 2,5 metra.

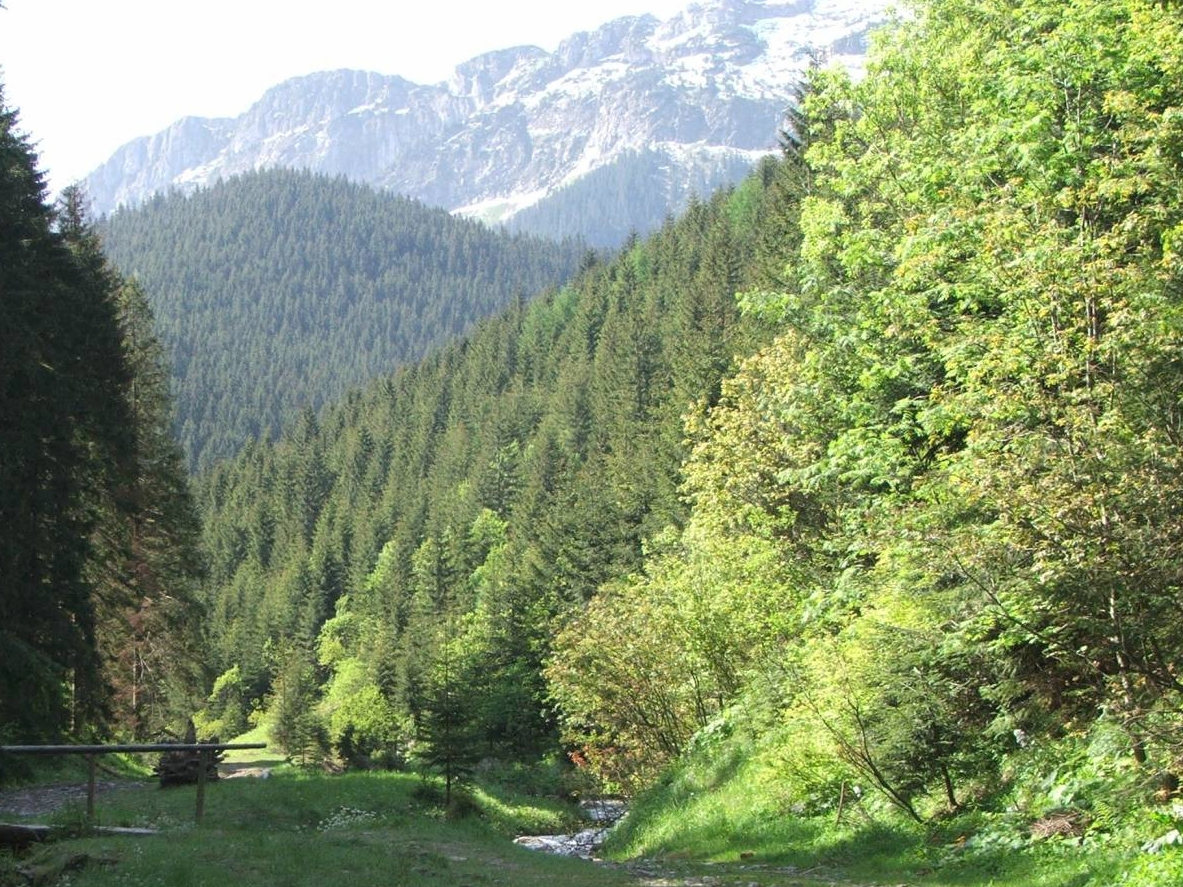
Dolina Lejowa. W głębi północne zbocza Kominiarskiego Wierchu

## Opis jaskini
Z dolnego, szerokiego otworu odchodzą dwa ciągi. Jeden to krótki korytarzyk, drugi prowadzi do góry przez niski przełaz do sporej salki w której znajduje się drugi otwór.

## Przyroda
W jaskini brak jest nacieków. Ściany są mokre. Wszędzie występuje roślinność zielona.

## Historia odkryć
Jaskinia była prawdopodobnie znana od dawna. Jej pierwszy plan i opis sporządzili R. i R. M. Kardasiowie przy pomocy M. Różyczki w 1977 roku.